# Albert Quixall
Albert Quixall (født 9. august 1933 i Sheffield, England, død 12. november 2020) var en engelsk fodboldspiller (angriber).
Quixall spillede på klubplan i otte sæsoner hos Sheffield Wednesday i sin fødeby, efterfulgt af seks år hos Manchester United. Hos United var han i 1963 med til at vinde FA Cuppen, inden han derefter skiftede til Oldham.
Quixall spillede desuden fem kampe for det engelske landshold. Hans første landskamp var et opgør mod Wales 10. oktober 1953, hans sidste en kamp mod Portugal 22. maj 1955. Han var en del af det engelske hold der deltog ved VM i 1954 i Schweiz, men kom dog ikke på banen i turneringen.

## Titler
FA Cup
- 1963 med Manchester United